# Carlo Levi
Carlo Levi (n. 29 noiembrie 1902 - d. 4 ianuarie 1975) a fost un scriitor, medic și pictor italian de etnie ebraică.
A participat la mișcarea de rezistență antifascistă.
A scris o proză neorealistă evocând lumea rurală din Sudul Italiei sau atmosfera incertă din Roma primilor ani postbelici cu caracter acut polemic, de denunț social și judecată aspră asupra problemelor majore ale lumii contemporane.
A scris și eseuri politico-filozofice antifasciste.

## Scrieri
- 1945: Cristos s-a oprit la Eboli ("Cristo si è fermato a Eboli")
- 1946: Frica de libertate ("Paura della libertà")
- 1950: Ceasornicul ("L'orologio")
- 1955: Cuvintele sunt pietre ("Le parole sono pietre")
- 1959: Dubla noapte a teilor ("La doppia notte dei tigli")

1. ↑  LIBRIS, 15 octombrie 2012, accesat în 24 august 2018
2. 1 2  RKDartists, accesat în 2 martie 2018
3. ↑  Autoritatea BnF, accesat în 10 octombrie 2015
4. ↑  CONOR.SI[*] Verificați valoarea |titlelink= (ajutor)